# Бонґарт (Поморське воєводство)
Бонґарт (пол. Bągart) — село в Польщі, у гміні Дзежґонь Штумського повіту Поморського воєводства.
Населення — 397 осіб (2011).
У 1975-1998 роках село належало до Ельблонзького воєводства.

## Демографія
Демографічна структура станом на 31 березня 2011 року:
|          | Загалом | Допрацездатний вік | Працездатний вік | Постпрацездатний вік |
| -------- | ------- | ------------------ | ---------------- | -------------------- |
| Чоловіки | 213     | 53                 | 146              | 14                   |
| Жінки    | 184     | 36                 | 113              | 35                   |
| Разом    | 397     | 89                 | 259              | 49                   |